# Saint-Georges-de-Chesné
Saint-Georges-de-Chesné è un comune francese di 576 abitanti situato nel dipartimento dell'Ille-et-Vilaine nella regione della Bretagna.

## Società

### Evoluzione demografica
Abitanti censiti